# 沃特金·坦奇

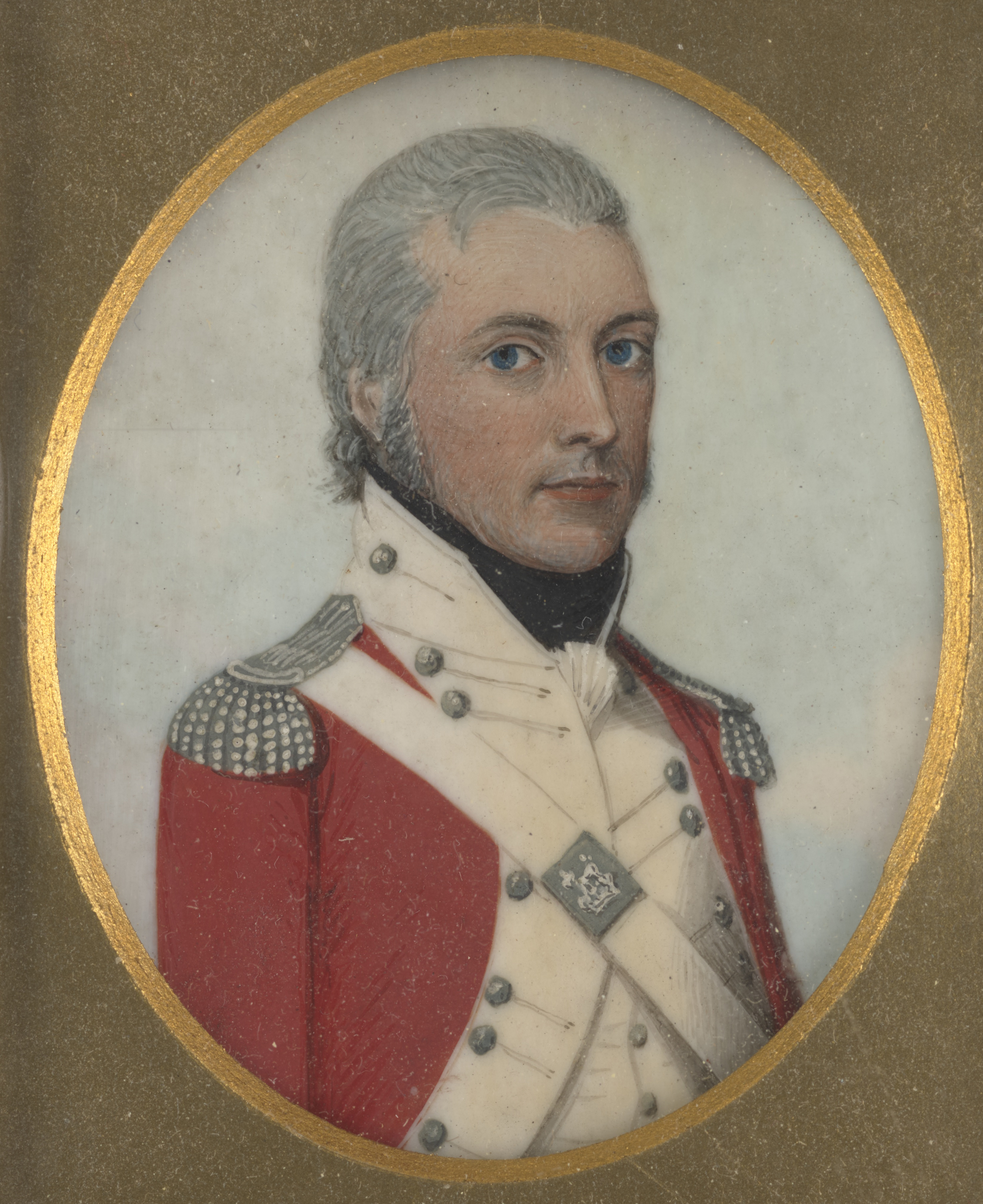
沃特金·坦奇

沃特金·坦奇（1758年10月6日 - 1833年5月7日）是一名英国军官，他曾經參加美國獨立戰爭，代表英軍與法國和美國作戰，他一度被法國人俘虜，後來被釋放。後來他將他在第一舰队的经历寫下來並且出版成書。  他之後回到了英格蘭。 